# Bardiya District
Bardiya District er et af Nepals 75 administrative og politiske regioner, betegnet distrikter (lokalt betegnet district, zilla, jilla el. जिल्ला). Bardiya er et distrikt i lavlandet Terai, som ligger i Bheri Zone i Mid-Western Development Region.
Bardiya areal er 2.025 km² og der boede ved folketællingen 2001 i alt 382.649 og i 2007 427.419 i distriktet. Distriktets politiske organ District Development Committee er sammensat gennem indirekte valg, med repræsentation fra hver af de 9-17 administrative enheder ilakaer, hvert distrikt er opdelt i.
Bardiya District er endvidere opdelt i 32 udviklingskommuner (lokalt navn: Gaun Bikas Samiti (G.B.S.) el. Village Development Committee (VDC)), hvoraf byer med over 10.000 indbyggere kategoriseres som købstæder (municipalities).
Bardiya District er udviklingsmæssigt – gennem anvendelse af FN og UNDP's Human Development Index – kategoriseret som nr. 50 ud af Nepals 75 distrikter.